# UFC Fight Night: Boetsch vs. Henderson
UFC Fight Night: Boetsch vs. Henderson（ユーエフシー・ファイトナイト：ボッシュ・バーサス・ヘンダーソン、別名UFC Fight Night 68）は、アメリカ合衆国の総合格闘技団体「UFC」の大会の一つ。2015年6月6日、ルイジアナ州ニューオーリンズのスムージー・キング・センターで開催された。

## 大会概要
本大会ではティム・ボッシュとダン・ヘンダーソンによるミドル級ワンマッチが組まれた。

### カード変更
負傷などによるカードの変更は以下の通り。
- ダニエル・サラフィアン → ジェイク・コリアー（第2試合）

- アラン・ジョウバン → オマリ・アクメドフ（第5試合）

- ズバイラ・トゥフゴフ → ブライアン・オルテガ（第9試合）

- ダニエル・コーミエ vs. ライアン・ベイダー → コーミエの移動により中止

## 試合結果

### アーリープレリム
第1試合 62.1kg契約ワンマッチ 5分3R
○  ホセ・キニョネス vs.  レオナルド・モラレス ×
1R 2:34 リアネイキドチョーク
※モラレスの体重超過によりバンタム級から変更。
第2試合 ミドル級ワンマッチ 5分3R
○  ジェイク・コリアー vs.  ヒカルド・アブレウ ×
3R終了 判定2-1（29-28、28-29、29-28）

### プレリミナリーカード
第3試合 ライト級ワンマッチ 5分3R
○  ジョー・プロクター vs.  ジャスティン・エドワーズ ×
3R 4:58 TKO（ギロチンチョーク）
第4試合 ライト級ワンマッチ 5分3R
○  クリス・ウェイド vs.  クリストス・ジアゴス ×
3R終了 判定3-0（29-28、29-28、30-27）
第5試合 ウェルター級ワンマッチ 5分3R
○  オマリ・アフメドフ vs.  ブライアン・エバーソール ×
1R終了時 TKO（右膝の負傷）
第6試合 ヘビー級ワンマッチ 5分3R
○  ショーン・ジョーダン vs.  デリック・ルイス ×
2R 0:48 TKO（右フックキック→パウンド）

### メインカード
第7試合 バンタム級ワンマッチ 5分3R
○  フランシスコ・リベラ vs.  アレックス・カサレス ×
1R 0:21 KO（左フック→パウンド）
第8試合 バンタム級ワンマッチ 5分3R
○  アンソニー・バーチャック vs.  ジョー・ソト ×
1R 1:37 KO（スタンドパンチ連打）
第9試合 フェザー級ワンマッチ 5分3R
○  ブライアン・オルテガ vs.  チアゴ・タバレス ×
3R 4:10 TKO（マウントパンチ）
第10試合 72.3kg契約ワンマッチ 5分3R
○  ダスティン・ポイエー vs.  ヤンシー・メデイロス ×
1R 2:38 TKO（スタンドパンチ連打）
※メデイロスの体重超過によりライト級から変更。
第11試合 ヘビー級ワンマッチ 5分3R
○  ベン・ロズウェル vs.  マット・ミトリオン ×
1R 1:54 ゴゴチョーク
第12試合 ミドル級ワンマッチ 5分5R
○  ダン・ヘンダーソン vs.  ティム・ボッシュ ×
1R 0:28 KO（右アッパー→パウンド）

### 各賞
ファイト・オブ・ザ・ナイト： ブライアン・オルテガ vs. チアゴ・タバレス
パフォーマンス・オブ・ザ・ナイト： ダスティン・ポイエー、ショーン・ジョーダン
各選手にはボーナスとして5万ドルが支給された。